# Hairy Hill
Hairy Hill est un hameau situé dans la province d'Alberta, dans le centre-est.